# تاریخچه نوکیا
نوکیا یک کورپوریشن چندملیتی فنلاندی است که در تاریخ ۱۲ مه ۱۸۶۵ به عنوان یک کارخانه کاغذسازی تأسیس شد. در طول قرن نوزدهم، این شرکت گسترش یافت و به تولید محصولات مختلفی پرداخت. در سال ۱۹۶۷، شرکت نوکیا به شکل کنونی خود درآمد.

## قرن نوزدهم
نام «نوکیا» از شهر نوکیا، فنلاند و رودخانه نزدیک آن، «نوکیانویرتا» گرفته شده است که در کنار کارخانه اصلی شرکت قرار داشت. در سال ۱۸۶۵، فردریک ایدستام، مهندس معدن، یک کارخانه تولید خمیر چوب را در کنار رودخانه تامرکسکی در شهر تامپره تأسیس کرد. در سال ۱۸۶۸، ایدستام کارخانه دومی را در نزدیکی شهر نوکیا ساخت که از منابع نیروی آبی بهتری برخوردار بود. در سال ۱۸۷۱، ایدستام و لئو مکلین، دوست ایدستام، شرکت او را به یک شرکت سهامی عام به نام نوکیا آ.ب. تبدیل کردند. در اواخر قرن نوزدهم، مکلین می‌خواست شرکت را به تجارت برق نیز گسترش دهد و در سال ۱۹۰۲، نوکیا تولید برق را آغاز کرد.

## قرن بیستم
در سال ۱۸۹۸، ادوارد پولون، شرکت "Suomen Gummitehdas Oy" (کارخانه‌های لاستیک فنلاند) را تأسیس کرد که تولیدکننده پاپوش و سایر محصولات لاستیکی بود. پس از جنگ جهانی اول، شرکت نوکیا در آستانه ورشکستگی قرار گرفت و توسط "کارخانه‌های لاستیک فنلاند" خریداری شد. در سال ۱۹۳۲، "کارخانه‌های لاستیک فنلاند" همچنین "Suomen Kaapelitehdas Oy" (کارخانه‌های کابل فنلاند) را که تولیدکننده کابل‌های تلفن، تلگراف و برق بود، خریداری کرد. پس از جنگ جهانی دوم، "کارخانه‌های کابل فنلاند" به عنوان بخشی از غرامت جنگی، کابل‌هایی را به اتحاد جماهیر شوروی عرضه کرد که این امر پایه‌ای برای تجارت آتی شرکت فراهم آورد.

## شرکت نوکیا

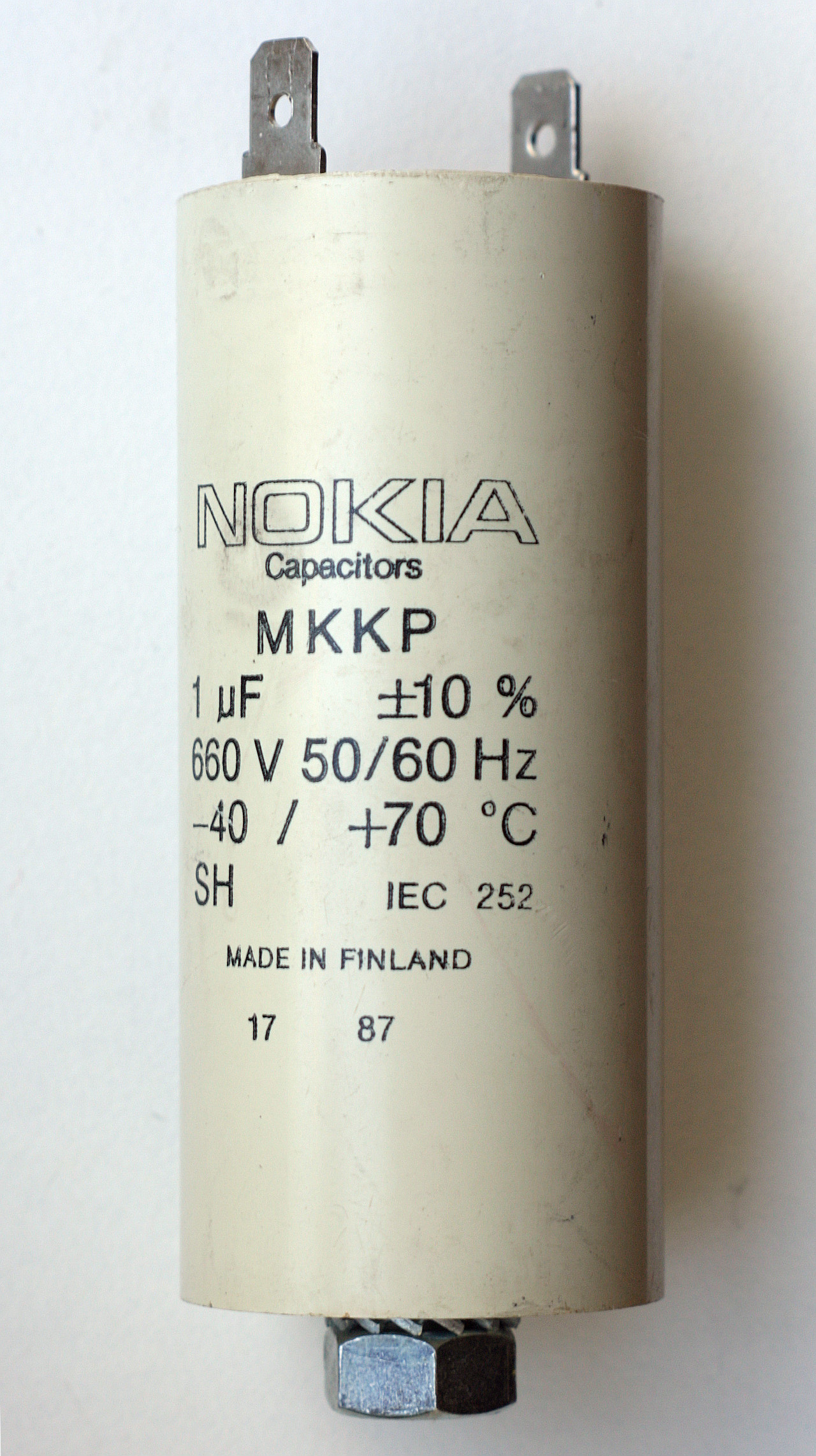
خازنی ساخته شده توسط شرکت نوکیا

در سال ۱۹۶۷، شرکت نوکیا از ادغام سه شرکت قبلی تشکیل شد. شرکت جدید محصولات متنوعی از جمله اقلام کاغذی، لاستیک خودرو و دوچرخه، چکمه‌های لاستیکی، کابل‌های ارتباطی، تلویزیون و سایر لوازم الکترونیکی مصرفی، رایانه‌های شخصی، ژنراتورها، روباتیک، خازن‌ها، فناوری و تجهیزات نظامی، پلاستیک، آلومینیوم و مواد شیمیایی تولید می‌کرد.
در دهه ۱۹۷۰، نوکیا سوئیچ دیجیتال DX 200 را برای مراکز تلفن تولید کرد. در دهه ۱۹۶۰، نوکیا تولید رادیوهای تلفنی همراه تجاری و نظامی را آغاز کرده بود و در همکاری با «سالورا اوی» رادیوهای VHF و سپس تلفن‌های رادیویی خودرو (ARP) را توسعه داد. در سال ۱۹۷۱، این فناوری به اولین شبکه تلفن همراه تجاری در فنلاند تبدیل شد.

## تلفن همراه نوکیا (1G)
در سال ۱۹۷۹، نوکیا و سالورا یک سرمایه‌گذاری مشترک به نام "موبیرا اوی" را تأسیس کردند. موبیرا تلفن‌های همراهی را برای شبکه تلفن همراه نوردیک (NMT) توسعه داد که به عنوان "1G" شناخته شد و اولین سیستم تلفن همراه کاملاً خودکار بود که در سال ۱۹۸۱ به صورت تجاری در دسترس قرار گرفت. در سال ۱۹۸۲، موبیرا اولین تلفن خودروی خود، "موبیرا سناتور" را معرفی کرد. در سال ۱۹۸۴، نوکیا، سالورا را خریداری کرد و بخش مخابرات نوکیا به "نوکیا-موبیرا اوی" تغییر نام داد. در سال ۱۹۸۷، نوکیا اولین تلفن همراه خود، "موبیرا سیتی‌من ۹۰۰" را معرفی کرد که با وزن ۸۰۰ گرم، به یک کالای لوکس تبدیل شد.

## سیستم جهانی برای ارتباطات سیار (2G)
نوکیا در توسعه GSM 2G نقش داشت که قادر به انتقال داده و مکالمات صوتی بود. در سال ۱۹۸۷، GSM 2G به استاندارد جدید اروپایی برای فناوری دیجیتال تلفن همراه تبدیل شد. در سال ۱۹۸۹، نوکیا اولین شبکه GSM خود را به اپراتور فنلاندی «رادیولینجا» تحویل داد. در سال ۱۹۹۲، اولین تلفن GSM، نوکیا ۱۰۱۱، به صورت تجاری در دسترس قرار گرفت. در سال ۲۰۰۸، شبکه GSM 2G تقریباً ۳ میلیارد کاربر داشت.

## رایانه‌های شخصی
در دهه ۱۹۸۰، بخش رایانه نوکیا، "نوکیا دیتا"، مجموعه‌ای از رایانه‌های شخصی به نام "میکرو میکو" را تولید کرد که هدف آن بازار تجاری بود. در سال ۱۹۹۱، نوکیا دیتا به یک شرکت بریتانیایی، "International Computers Limited (ICL)" فروخته شد.

## مخابرات
در دهه ۱۹۸۰، نوکیا تحت مدیرعاملی کاری کایرانو، عمدتاً از طریق خرید شرکت‌ها گسترش یافت. با این حال، در اواخر دهه ۱۹۸۰ و اوایل دهه ۱۹۹۰، شرکت نوکیا با مشکلات مالی مواجه شد. در سال ۱۹۹۲، یورما اویلا مدیرعامل شد و مخابرات را به تنها دغدغه نوکیا تبدیل کرد. بین سال‌های ۱۹۹۶ تا ۲۰۰۱، درآمد نوکیا از ۶٫۵ میلیارد یورو به ۳۱ میلیارد یورو افزایش یافت و بین سال‌های ۱۹۹۸ تا ۲۰۱۲، نوکیا بزرگ‌ترین تولیدکننده تلفن همراه در جهان بود.

## قرن بیست و یکم
در سال ۲۰۰۰، نوکیا گوشی نوکیا ۳۳۱۰ را عرضه کرد. در سال ۲۰۰۳، گوشی نوکیا ۱۱۰۰ به بازار آمد. نوکیا همچنین یک کنسول بازی ویدیویی و یک تلفن همراه را در "N-Gage" ترکیب کرد، اگرچه این محصول موفقیت چندانی نداشت. در سال ۲۰۰۹، نوکیا دوباره وارد بازار رایانه‌های شخصی شد و محصول آن، "نوکیا بوک‌لت 3G"، یک نت‌بوک مبتنی بر ویندوز بود. این شرکت همچنین وارد بازار گوشی‌های هوشمند شد.
تا سال ۲۰۱۱، سیمبیان سیستم عامل اصلی گوشی‌های هوشمند نوکیا بود. با این حال، به دلیل افزایش رقابت و تغییرات دیگر در بازار، در سال ۲۰۱۴، کسب‌وکار تلفن همراه نوکیا به مایکروسافت فروخته شد.